# Friedrichsberg (Berlijn)

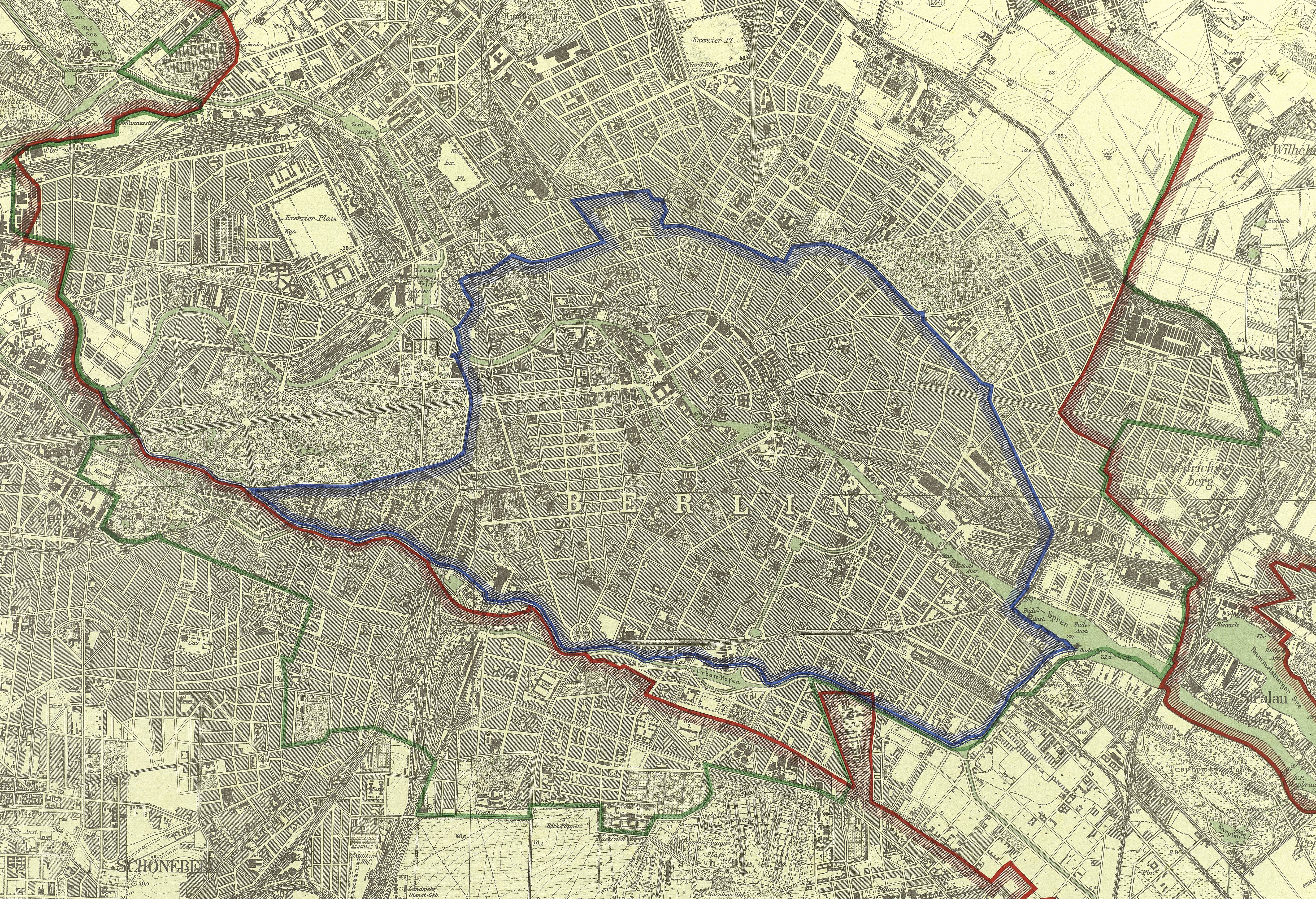
Berlijn 1908

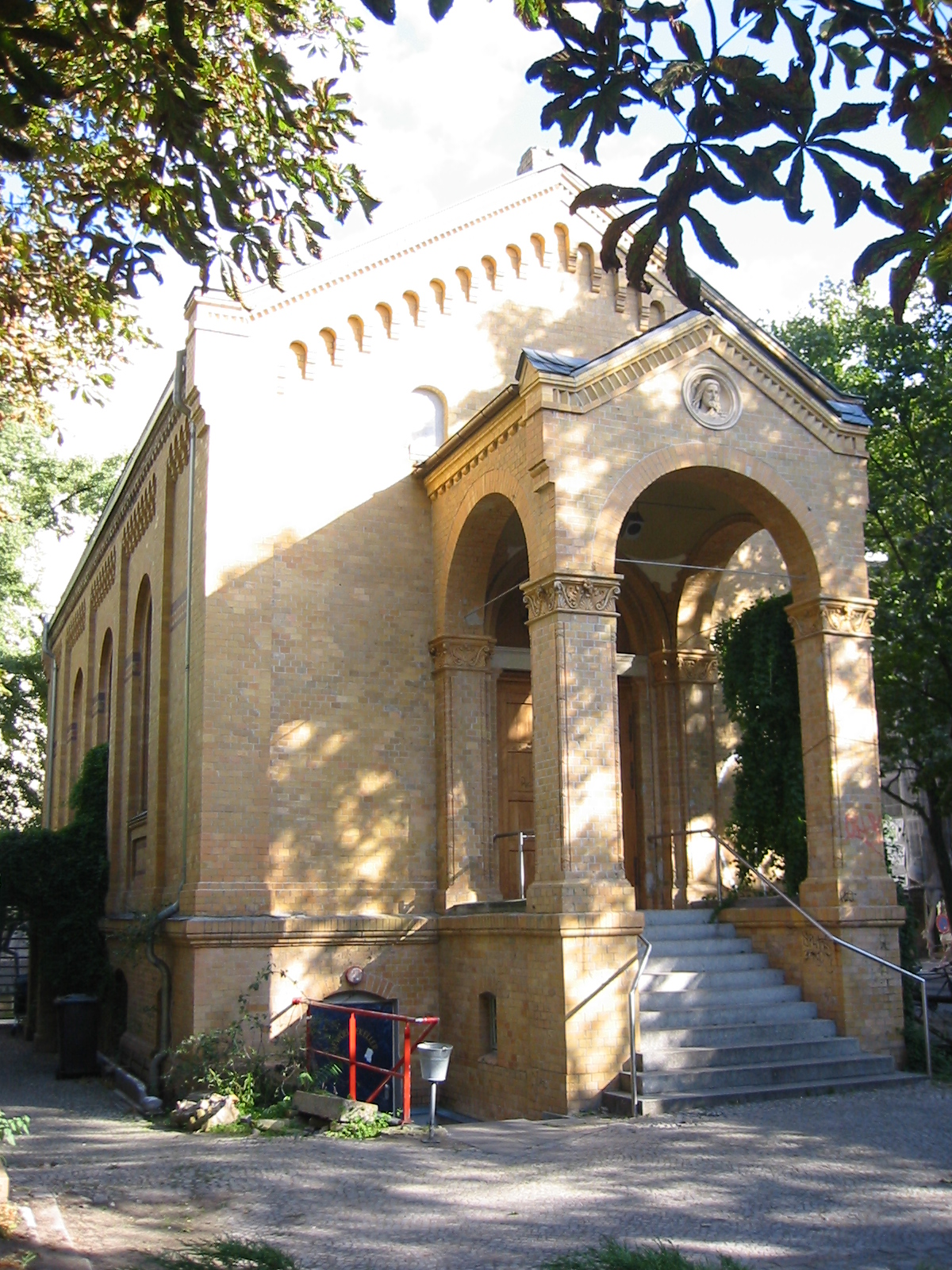
Kerkhofkapel met de vroegere Verheißungskirche

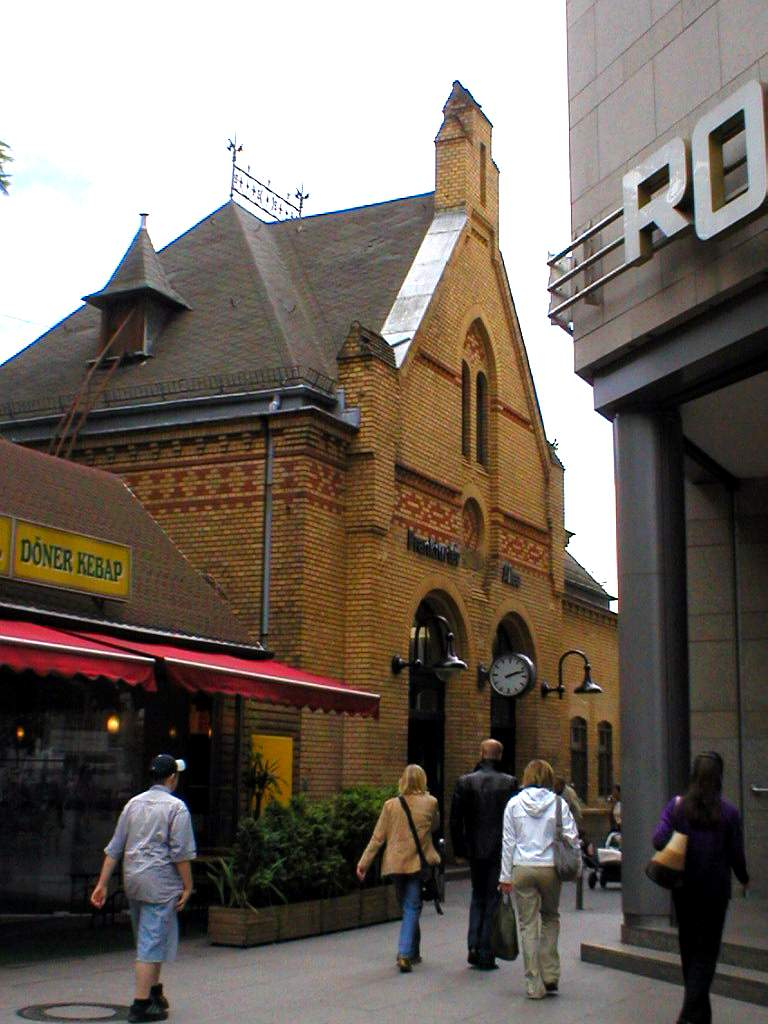
Vroeger station van Friedrichsberg, thans Frankfurter Allee

Friedrichsberg is een historische stadsbuurt in Berlijn, aan de huidige grens van de stadsdelen Friedrichshain en Lichtenberg.
Friedrichsberg grensde in het zuiden aan de kolonie Boxhagen, later deel van de gemeente Boxhagen-Rummelsburg. In 1900 liep de grens aan de  
Boxhagener Straße en de Weserstraße. In het noorden vormde de Frankfurter Allee de grens. In het westen eindigde Friedrichsberg aan de  Niederbarnimstraße en in het oosten aan de huidige Schulze-Boysen-Straße.
Met de steun van de koning werd Friedrichsberg rond 1770 opgericht als kolonie op het "Lichtenberger Feldmark". Aanvankelijk vestigden er zich Boheemse en hugenootse kolonisten. Gedurende 100 jaar werd het uitzicht van Friedrichsberg beheerst door tuinbouwbedrijven. In 1867 werd er een kerkhof aangelegd en 12 jaar later kwam er een kapel. Rond de eeuwwisseling werden er huurkazernes gebouwd, waardoor het bevolkingsaantal snel klom tot rond de 20.000 en tot 50.000 in 1907, toen Lichtenberg, waarvan Friedrichsberg deel uitmaakte, stadsrechten kreeg. Lichtenberg, inclusief Friedrichsberg, werd in 1920 ingelijfd bij Groot-Berlijn.